# Harry Eastham
Henry „Harry“ Eastham (* 30. Juni 1917 in Blackpool; † September 1998 in Middlesbrough) war ein englischer Fußballspieler. Als zumeist auf der rechten Seite agierender Stürmer sowie als Außenläufer gewann er mit dem FC Liverpool in der Saison 1946/47 die englische Meisterschaft.

## Sportlicher Werdegang
Eastham begann die fußballerische Karriere in seiner Geburtsstadt beim FC Blackpool. Er entstammte einer fußballaffinen Familie, vor allem über seinen drei Jahre älteren Bruder George, der seit 1933 bei den Bolton Wanderers aktiv war (dessen gleichnamiger Sohn (also sein Neffe) war später Mitglied des englischen Weltmeister-Kaders von 1966). Bereits als 18-Jährigen zog es ihn im Februar 1936 weiter zum FC Liverpool und am 31. Oktober 1936 debütierte er dort als rechter Halbstürmer in einem Erstligaspiel gegen den FC Arsenal (2:1). Drei Wochen später schoss er sein erstes Tor und trug zum spektakulären 5:2-Auswärtssieg bei Manchester United bei. Insgesamt absolvierte er 43 Erstligaspiele in den späten 1930er-Jahren für Liverpool, wobei er seinen Platz in der Saison 1937/38 häufig an Phil Taylor verlor und in diesem Jahr nur auf sieben Ligapartien kam. Anschließend sorgte der Zweite Weltkrieg für eine langjährige Unterbrechung des regulären Meisterschaftbetriebs und Eastham bestritt in dieser Zeit neben 14 „Wartime Games“ für Liverpool noch einige Partien als Gastspieler für den AFC New Brighton, den FC Southport, Brighton & Hove Albion, die Bolton Wanderers, Leeds United, Newcastle United und den FC Blackpool.
Als die Football League in der Saison 1946/47 ihren Spielbetrieb wieder aufnahm, absolvierte Eastham zumeist als Rechtsaußen 19 der 42 Ligapartien (ohne eigenen Torerfolg), die Liverpool die englische Meisterschaft bescherten. In der folgenden Spielzeit 1947/48 blieb er komplett außen vor und so wechselte Eastham im Mai 1948 zu den „Nachbarn“ Tranmere Rovers, die damals in der dritten Liga unterwegs waren. Dort bestritt er in fünf Jahren 154 Ligaspiele, bevor er seine Profikarriere bis 1955 bei Accrington Stanley ausklingen ließ – in seinem letzten Jahr verpasste er als Vizemeister der Third Division North den Aufstieg in die zweite Liga nur knapp. Letzte bekannte Stationen außerhalb des Profibetriebs waren der FC Netherfield und Rolls Royce Leisure.
Er verstarb im Alter von 81 Jahren im September 1998 in Middlesbrough.

## Titel/Auszeichnungen
- Englischer Fußballmeister (1): 1947